# Улица Пискунова
Улица Пискуно́ва — улица в центре Нижнего Новгорода. Начинается от Зеленского съезда и проходит до Верхне-Волжской набережной.

## История

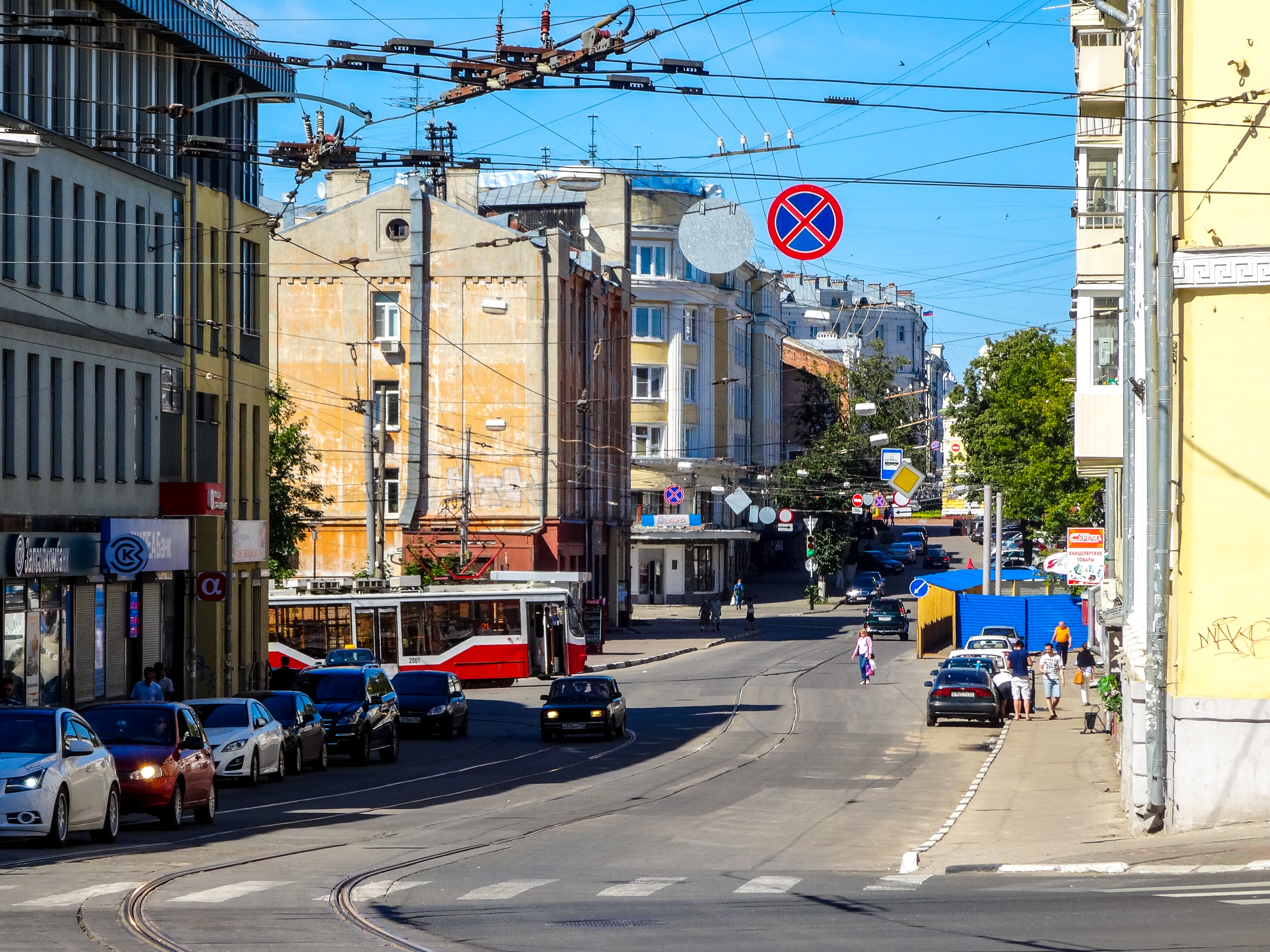
Вид на улицу Пискунова около пересечения с Ошарской улицей. Июль 2014

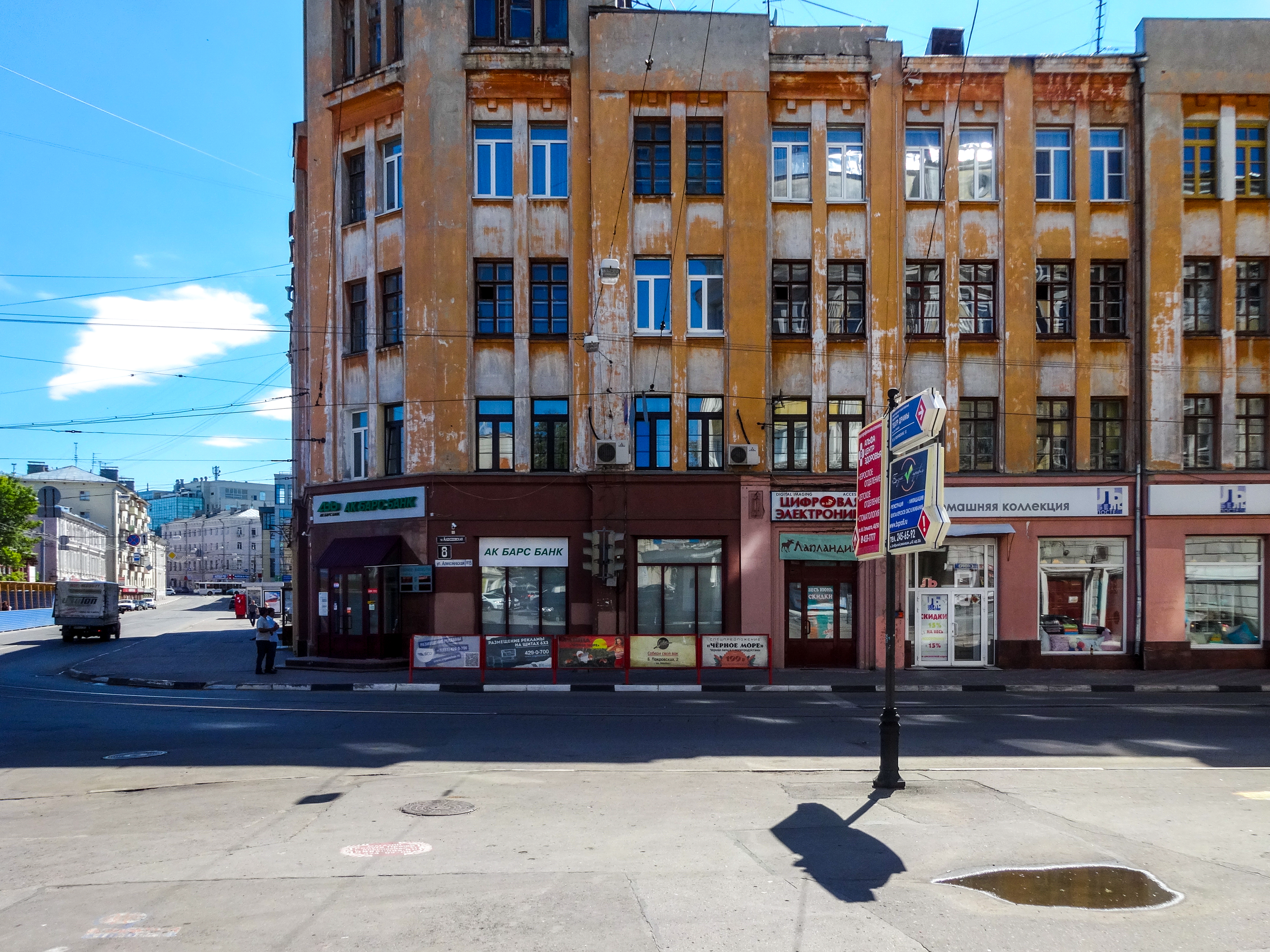
Пересечение улиц Алексеевская и Пискунова в Нижнем Новгороде. Июль 2014

Проложена в конце XVIII века на территории Малого острога Верхнего посада. Изначально (по плану 1770 года) проектировалась в три раза шире основных улиц города. Частично сохранились древние валы — поэтому в своё время носила название «улица Осыпна́я».
Нынешнее наименование улица получила в честь русского революционера А. И. Пискунова (1870—1924).

## Достопримечательности
- Земляной вал, остатки древнего укрепления
- Архиерейский сад
- Дом усадьбы Б. Е. Прутченко (д. 1)
- Дом Г. А. Поляка (д. 2/1)
- Комплекс дома-коммуны рабочего жилищностроительного кооперативного товарищества «Культурная революция» (д. 3)
- Корпус детского сада и яслей (д. 3к5Д)
- Главный дом усадьбы М. Н. Щелокова (д. 4/22)
- Усадьба И. К. Лопашева (на пересечении с ул. Б. Покровской)
- Усадьба А. Я. Пальцевой — дом, в котором в 1886—1940 гг. жил и работал фотограф-публицист М. П. Дмитриев (д. 9а, 9б)
- Дом актёра (д. 10, реконструкция 1988 года по проекту В. Ф. Быкова[1])
- Общежитие института инженеров водного транспорта с кинотеатром «Рекорд» (д. 11/7)
- Дом Е. Е. Эвениуса (д. 20/3а)
- Дом священника Вишнякова (д. 28а)
- Игорный дом А. И. Троицкого (д. 35)
- Дом Ф. И. Обжорина-Коротина (д. 37а)
- Дом Георгиевского братства с часовней (д. 38)
- Комплекс поземельного крестьянского банка (д. 39)
- Здание Государственной консерватории (д. 40)
- Усадьба Е. В. Веселовской (д. 47/1)
- Епархиальный Серафимовский дом призрения престарелых священнослужителей (д. 49/6)

## Известные жители
д. 5 — В. А. Соколовский